# Adin Steinsaltz
Adin Even-Israel Steinsaltz (Jerusalén, 11 de julio de 1937-Ib., 7 de agosto de 2020) fue un rabino, profesor, filósofo y escritor jasídico israelí.
Su Talmud Steinsaltz se publicó originalmente en hebreo moderno, con comentarios para facilitar el aprendizaje, y también fue traducido al inglés, francés, ruso y español. A partir de 1989, Steinsaltz publicó varios tractos en hebreo e inglés del Talmud de Babilonia en una edición en inglés y hebreo. El primer volumen de una nueva edición, el Koren Talmud Bavli, salió a luz en mayo de 2012, y desde entonces se ha completado.
Steinsaltz fue galardonado con el Premio Israel por estudios judíos en 1988, la medalla del Presidente en 2012 y el premio Yakir Yerushalayim en 2017.

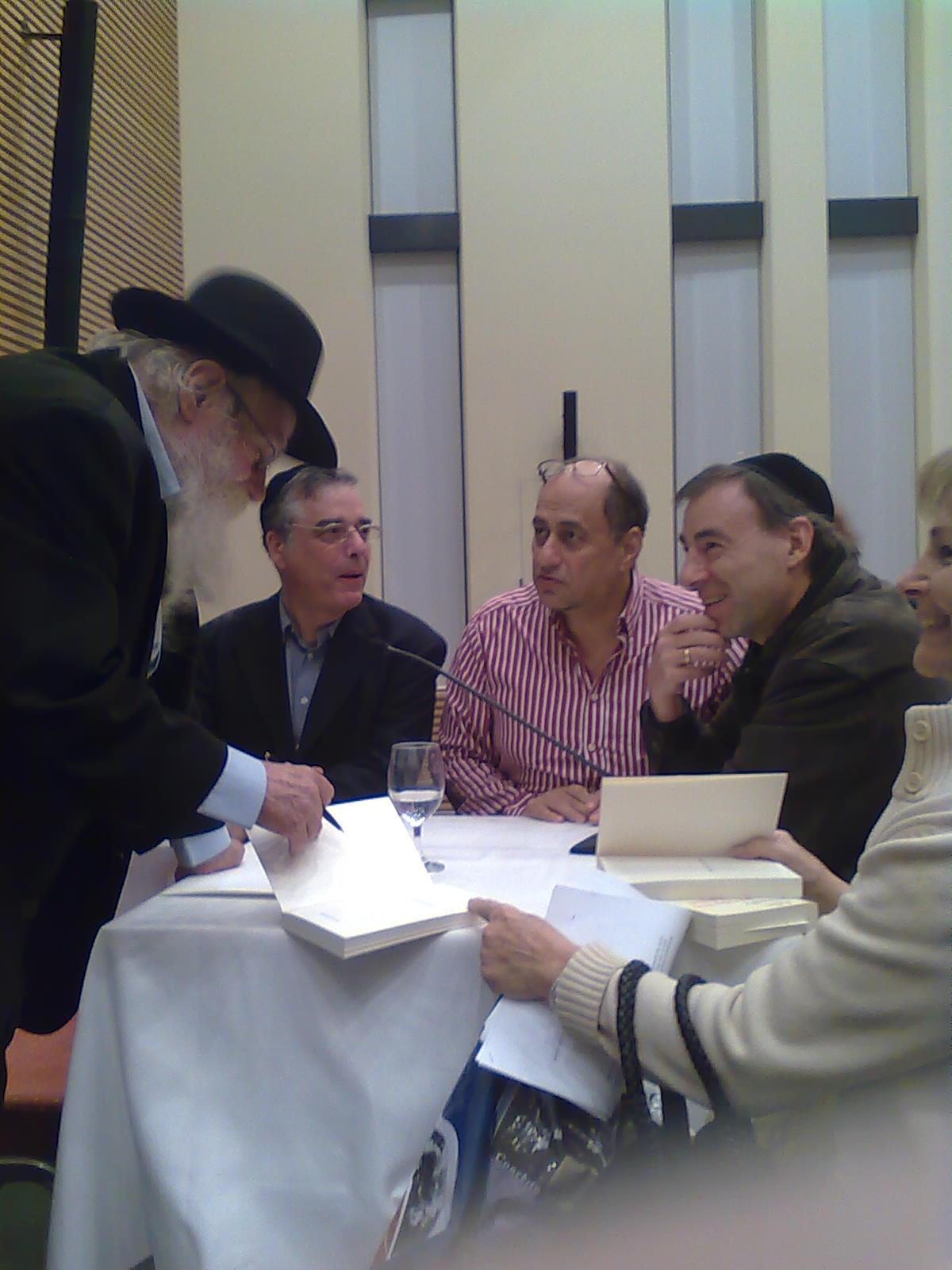
Adin Steinsaltz en la Israelitische Cultusgemeinde Zürich (ICZ) en Enge, Zúrich (2010)

## Obra
- Biblical Images (1984)
- The Candle of God (1998)
- A Dear Son to Me (2011)
- The Essential Talmud (1976)
- A Guide to Jewish Prayer (2000)
- The Passover Haggadah (1983)
- In the Beginning (1992)
- My Rebbe (2014)
- The Tales of Rabbi Nachman of Bratslav (1993)
- On Being Free (1995)
- The Miracle of the Seventh Day (2003)
- Simple Words (1999)
- The Strife of the Spirit (1988)
- A Reference Guide to The Talmud (2012)
- Talmudic Images (1997)
- Learning from the Tanya (2005)
- Opening the Tanya (2003)
- Understanding the Tanya (2007)
- Teshuvah (1982)
- The Longer Shorter Way (1988)
- The Seven Lights: On the Major Jewish Festivals (2000)
- The Sustaining Utterance (1989)
- The Thirteen Petalled Rose (1980)
- We Jews (2005)
- The Woman of Valor (1994)